# Kapitan korvete (SFRJ)
Kapitan korvete (srbohrvaško: Kapitan korvete) je bil visoki častniški vojaški čin Jugoslovanske vojne mornarice, ki je delovala v sestavi Jugoslovanske ljudske armade.
V Kopenski vojski in Jugoslovanskem vojnem letalstvu mu je ustrezal čin majorja, v trenutni Natovi shemi činov (STANAG 2116) ustreza razredu OF-4 in v Slovenski vojski mu ustreza čin kapitana korvete.